# Serra de Uruburetama

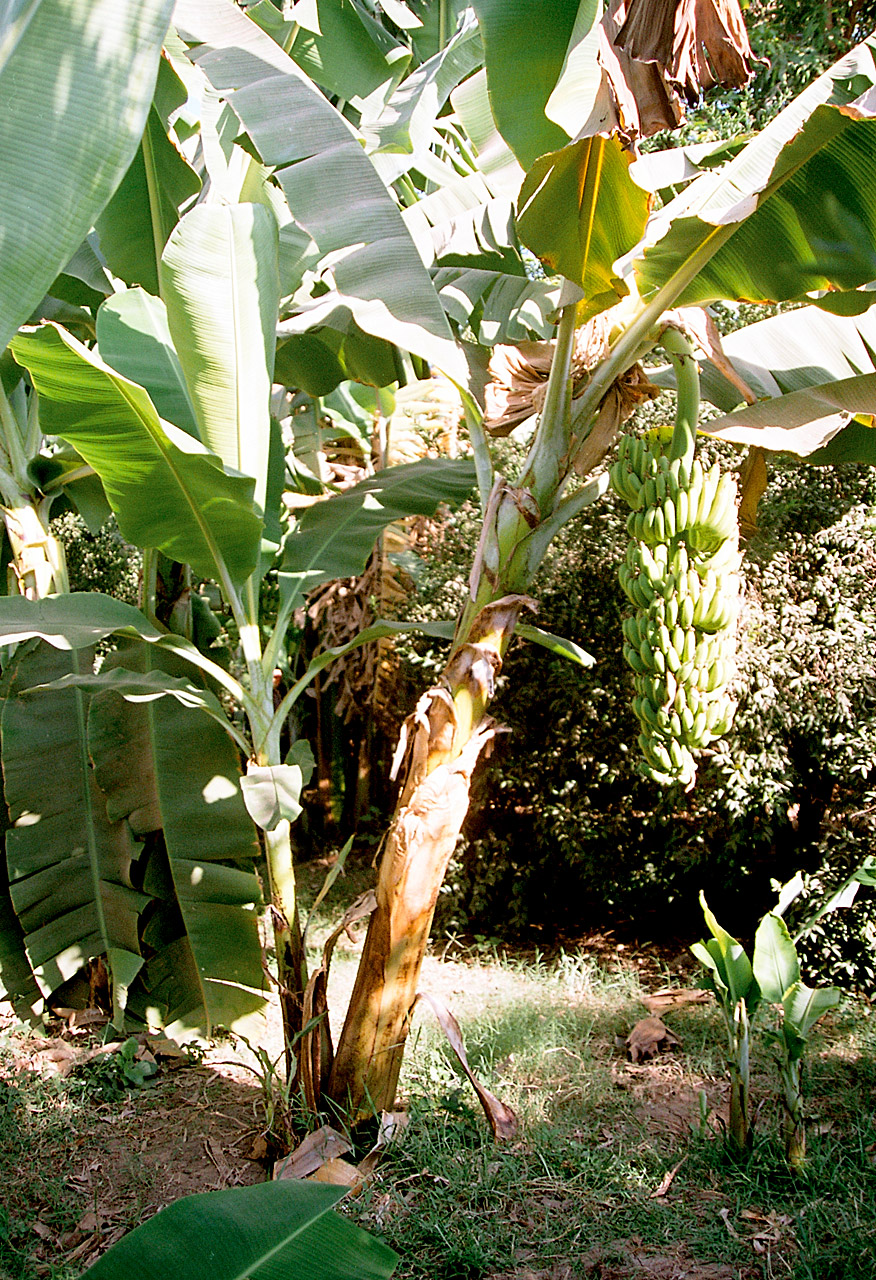
A cultura banana é a base da economia da região da serra de Uruburetama. É também a principal causa da destruição da vegetação local.

A serra de Uruburetama é uma serra localizada no noroeste do Ceará. Trata-se de um dos maçiços residuais dispersos nas depressões sertanejas cearenses. Está distribuída pelos territórios dos municípios de Irauçuba,Itapipoca, Uruburetama, Tururu e Itapajé. Seu ponto culminante é a "Serra do Coquinho" ou "Serra do Catão" no limite dos municípios de Itapipoca e Itapajé com 1.081 m de altitude, sendo o 4° maior do estado.

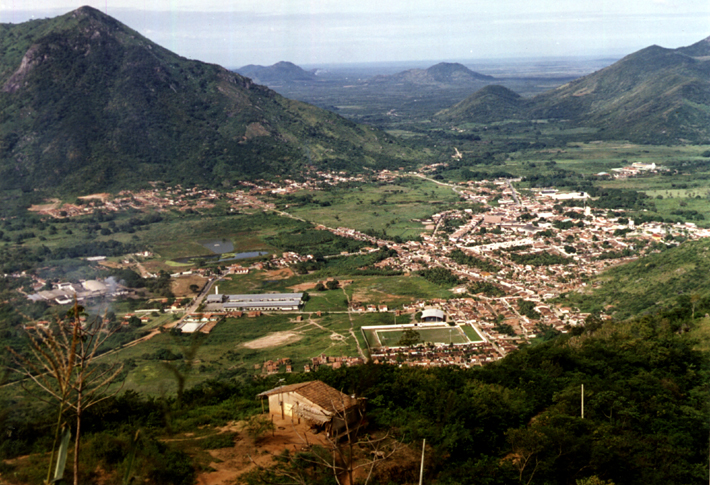
Vista da cidade de Uruburetama com a serra ao fundo

Seus climas predominantes são o tropical quente úmido, nas maiores altitudes e o tropical quente semi-árido brando nas menores altitudes. Devido à sua altitude e à sua proximidade do mar apresenta pluviometria média maior que a média da região onde está localizada. A vegetação existente nas menores altitudes é a floresta subcaducifólia tropical pluvial (ou mata seca), caracterizada pela existência de grandes árvores que perdem suas folhas no período seco. Em maiores altitudes é encontrada a floresta subperenifólia tropical pluvio-nebular (ou mata úmida serrana), onde a vegetação tem uma folhagem permanente.

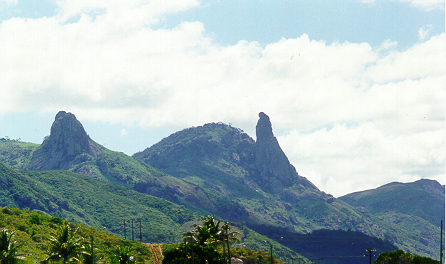
Pedra do Frade, município de Itapajé.

A vegetação, especialmente a mata úmida, apresenta atualmente uma cobertura bastante reduzida. Isso ocorre em função desmatamento para retirada de lenha e para o cultivo de frutas, principalmente a banana. Os municípios de Itapipoca e Uruburetama estão entre os principais produtores desta fruta no estado do Ceará sendo seu cultivo concentrado basicamente na serra.
Além da agricultura, a serra é importante fornecedora de água para o abastecimento dos municípios da região, pois, mesmo no período mais seco típico do segundo semestre no semi-árido setentrional nordestino, as nascentes continuam a abastecer córregos que descem a serra na direção da caatinga, como o rio Mundaú e Cruxati. A serra funciona também como divisor de águas das bacias hidrográficas dos rios Mundaú e Curu.
Essa Serra foi chamada de "Serra dos Corvos", por Luís Figueira, um dos primeiros europeus a percorrer-la em 1607.
Essas terras possuem uma história profundamente entrelaçada com o período escravocrata do Brasil. A história dessa terra remonta ao período escravocrata do Brasil, com Joaquim Castro, ainda jovem, sendo escravizado por um grande fazendeiro da região por volta do século XIX. No entanto, com a abolição da escravidão e a nova dinâmica de relações de trabalho, Joaquim conseguiu, por sua dedicação e esforço, conquistar as terras como reconhecimento pelos anos de serviço. Este ato, embora incomum, refletiu a transformação do Brasil pós-abolição e as complexas relações sociais que surgiram naquele contexto.
Durante o século XX, Catão dos Santos Castro foi para Brasília para trabalhar na construção da nova capital federal. Durante esse período, ele conheceu o renomado paisagista Roberto Burle Marx, com quem estabeleceu um diálogo sobre a riqueza natural do Brasil. Fascinado pelo diálogo com o candango (nome dado a trabalhadores da construção de Brasília), Burle Marx decidiu visitar a Serra de Uruburetama algum tempo depois. Onde ele encontrou uma rica flora local e ficou impressionado com o valor botânico da região. Ele reconheceu o potencial da Serra como uma importante fonte de inspiração para seus projetos paisagísticos, destacando ainda mais a relevância ambiental e cultural do nordeste brasileiro.
A Serra de Uruburetama é um lugar marcado pela história e pela resistência de gerações da família Castro. Francisco José Coelho Castro e seus irmãos, atuais guardiões dessas terras, dedica-se com perseverança a cuidar do legado deixado por seu pai, Catão dos Santos Castro, e antes dele, por seu avô, Joaquim Castro. Hoje membros da família Castro estão presentes em Ceará e São Paulo.

Hoje, a Serra de Uruburetama é mais do que um espaço físico, é um patrimônio histórico e afetivo, representando as memórias de um passado desafiador e as esperanças de um futuro onde a cultura e a herança da família Castro permanecem vivas.